# Dragon Spirit
Dragon Spirit — видеоигра в жанре вертикального скролл-шутера, разработанная компанией Namco и выпущенная в 1987 году в виде аркадного игрового автомата. Также распространялась компанией Atari по лицензии. Впоследствии была портирована на многие домашние системы того времени, а также неоднократно переиздавалась в составе сборников лучших игр компании для более современных систем. В 1987 году Namco также выпустила одноимённую карманную электронную игрушку. В 2007 и 2009 годах версии для PC Engine и аркадного автомата были переизданы на сервисе Virtual Console для Nintendo Wii. Аркадная версия Dragon Spirit получила положительные отзывы критиков за то, что выделялась среди других игр-шутеров, её хвалили за палеозойскую обстановку, графику и саундтрек. Домашние версии были встречены куда более неоднозначно, их критиковали за высокую сложность, некачественную графику и музыку.
Музыка для игры была написана Синдзи Хосое и разработана «Тацуя». Хосоэ, ранее работавший художником-графиком в Namco, получил разрешение работать над музыкой самостоятельно из-за того, что большинство композиторов компании работали над Genpei Tōma Den, однако большая часть его работы была случайно стёрта с аппаратного обеспечения в середине разработки, что вынудило его начать все сначала. Тацуя ранее создавал изображения персонажей для Rolling Thunder, будучи назначенным на проект после того, как заинтересовался дизайном врагов. Игра была посвящена Сёити Фукатани, программисту Namco, который умер несколькими годами ранее в 1985 году и работал над многими старыми играми компании, такими как Dig Dug и Super Pac-Man.
В 1990 году исключительно в Японии было выпущено продолжение игры, Dragon Saber.

## Игровой процесс
Dragon Spirit является игрой с вертикальной прокруткой. Игрок управляет драконом Амулом, который пытается спасти принцессу Алисию от змеиного демона Завелла. Амуль может двигаться в восьми направлениях и имеет два вида оружия: огненный снаряд для уничтожения воздушных врагов и бомба для уничтожения наземных врагов, как и в серии Xevious от Namco. Амул может выдержать два удара, прежде чем умрёт, на что указывает полоска жизни в левом нижнем углу экрана. Амур может использовать бомбы, чтобы уничтожить яйца, найденные на земле на некоторых этапах, которые дадут ему один из двух бонусов: синий шар, который даст Амулу дополнительную голову, обеспечивая ему дополнительную огневую мощь, или оранжевый шар, который усилит выстрелы Амула, если их будет собрано три.
В игре девять этапов, включающих в себя большие реки, вулканы, ледники и джунгли. Если игрок погибает на полпути прохождения этапа, он попадает на контрольную точку. В конце каждого этапа находится босс, с которым Амул должен сразиться, чтобы перейти на следующий этап. Иногда Амул может найти специальные шары, которые дают ему дополнительные способности, такие как самонаводящийся выстрел, многократный выстрел и способность уменьшаться в размерах, чтобы уклониться от пуль. В начальной сцене игры Амул стоит на вершине горы, подняв меч в воздух, и в него ударяет молния, превращая его в дракона.

## Версии и переиздания
Для игровой консоли Nintendo Entertainment System была выпущена изменённая версия игры под названием Dragon Spirit: The New Legend. В ней действие игры происходит через несколько лет после событий оригинала, были добавлены многие уровни из аркадной версии, а также новые этапы, враги, схватки с боссами и кинематографические сцены, а также совершенно новая сюжетная линия.
В 1997 году игра была переиздана в составе сборника Namco Museum Vol.5 для Sony PlayStation. В 2005 году она также вошла в состав сборника Namco Museum 50th Anniversary для PlayStation 2, GameCube, Xbox и Windows.
В 2003 году была выпущена версия игры для японских мобильных телефонов.
В 2006 году игра вошла в состав японской версии Namco Museum Volume 2 для PlayStation Portable.
2 июля 2007 года версия игры для PC Engine стала доступна на сервисе Virtual Console. В 2009 году на японской версии сервиса также была переиздана оригинальная аркадная версия игры.
В 2008 году игра была выпущена на Xbox 360 в составе сборника Namco Museum Virtual Arcade.
В начале 2022 года было объявлено, что аркадная версия Dragon Spirit будет перевыпущена под лейблом Arcade Archives для Nintendo Switch и PlayStation 4 благодаря усилиям компании Hamster Corporation, нынешнего владельца прав на игры от компаний Nihon Bussan, UPL и HMK.

## Оценки и награды
| Иноязычные издания | Иноязычные издания        |
| Издание            | Оценка                    |
| ------------------ | ------------------------- |
| AllGame            | (ARC)                     |
| CVG                | Positive (ARC) 94 % (PCE) |
| Eurogamer          | 6/10 (TG-16)              |
| IGN                | 7/10 (TG-16)              |
| Nintendo Life      | (TG-16)                   |
| Power Play         | 73 % (ARC)                |

В Японии в выпуске журнала Game Machine за 15 июля 1987 года игра заняла шестое место в списке самых успешных настольных аркад месяца. В дальнейшем она стала четвёртой самой кассовой настольной аркадной игрой 1987 года в Японии.
Игра была положительно встречена критиками, которые высоко оценили ее графику, музыку и обстановку палеозойской эры, а также то, что она выделяется среди других подобных игр того времени. Сайт Allgame похвалил "великолепную графику" и саундтрек, а также уникальность игры по сравнению с другими играми этого жанра, а немецкий журнал Power Play похвалил интересную механику игры, в частности, бонусы в виде двойной головы, и увлекательный геймплей. Журнал Computer & Video Games высоко оценил захватывающий геймплей и саундтрек игры, заявив, что она не уступает таким играм, как Galaxian и Galaga. Японское издание Gamest назвало игру "шедевром для шутера Namco" за её графику, реализм и саундтрек, присудив ей 5-й приз "Гран-при", 2-ю награду "Лучшая концовка" и 5-ю награду "Популярность среди игроков" в 1998 году. В ретроспективном обзоре Hardcore Gaming 101 высоко оценил графику игры, сложный геймплей и культовую вступительную кат-сцену.
Рецензируя версию для TurboGrafx-16, IGN похвалил яркую графику, уникальный сеттинг и сложность игры, рекомендовав её поклонникам серии Xevious и других подобных скролл-шутеров, а Eurogamer понравилось отсутствие возможности убить игрока одним ударом и красочные визуальные эффекты. Nintendo Life наиболее критически отозвался о данной версии, поскольку рецензентам не понравились внезапный скачок сложности к концу игры и более низкое качество по сравнению с аркадной версией. Они также неблагоприятно сравнили ее с Super Star Soldier, порекомендовав ее только закоренелым поклонникам жанра. Журнал Famitsu наградил порт для PC Engine наградой "Золотой зал славы" за геймплей и стратегию.